# Мехмед IV
Мехме́д IV (осман. محمد رابع, Meḥmed-i rābiʿ, тур. IV. Mehmet; 2 січня 1642 — 6 січня 1693) — османський султан (1648—1687). Єдиний син османського султана Ібрагіма I від султани Хатідже Турхан, що була слов'янського походження. Зійшов на престол у 7-річному віці завдяки змові матері з яничарами. Намагався розширити володіння Османів у Європі, воював із Святим Престолом, Річчю Посполитою, Московією, Венецією, Австрією, Угорщиною. Від його імені управління імперією здійснювали великі візири з албанського роду Кепрюлю: Мехмед-паша (1648—1661), Ахмед-паша Фазил (1661—1676), Кара-Мустафа (1676—1683). На прохання гетьмана Богдана Хмельницького взяв під протекторат Військо Запорозьке (1650, 1653, 1655). Також — Мехмед IV, Махмед IV, Магомед IV. Прізвисько — Мисли́вець (тур. Avcı, Авджи).

## Життєпис
Мехмед IV був сином султана Ібрагіма І (прав. 1640—1648) від Турхан-султан, наложниці руського походження. Онук Кесем-султан, яка була грецького походження. Незабаром після його народження батьки посварилися, і Ібрагім настільки розізлився, що вирвав Мехмеда із рук матері та кинув немовля в резервуар з водою, він був врятований слугами гарему. Але це залишило шрам на голові Мехмеда. Отримав прізвисько «Мисливець» через свою любов до спорту та полювання.
За правління Мехмеда IV османський уряд проводив політику налагодження союзницьких зв'язків з Україною та надавав підтримку гетьманам Богданові Хмельницькому, Іванові Виговському, Юрію Хмельницькому, Павлові Тетері, Іванові Брюховецькому і Петрові Дорошенку. 1650 року османський уряд після тривалих двосторонніх переговорів, запропонував Богданові Хмельницькому прийняти протекторат над Україною, що мала стати васальною державою Османської імперії як Молдавія, Волощина, Трансільванія і Кримське ханство.
На думку деяких українських істориків (Михайло Грушевський, Олександр Оглоблин та інших) на початку 1651 року Богдан Хмельницький, незважаючи на опозицію частини української шляхти (Адам Кисіль) і вищого духовенства (Сильвестр Косів) підтримав пропозицію Мегмеда IV і визнав османський протекторат. Проте плани створення антипольської коаліції у складі України, Османської імперії, Кримського ханства, Молдавії, Волощини та Трансільванії не були реалізовані.
1667 року з ініціативи Петра Дорошенка розпочалися переговори з османським урядом про створення військово-політичного союзу України з Османської імперії. Мехмед IV дав згоду взяти Україну під османський протекторат, причому Україна зберігала повну автономію, право вільного вибору гетьмана, була б звільнена від данини і отримувала воєнну допомогу в боротьбі за об'єднання всіх українських земель під владою Війська Запорозького. Цей договір був ухвалений Корсунською Радою 1669 р.
1672 року очолював османську армію, що спільно з українськими військами під проводом Петра Дорошенка здобула Кам'янець та звільнила від військ Речі Посполитої значну частину Поділля та Галичини.
Після турецько-польської війни 1672—1676 років та умов Бучацького та Журавненського договорів, до Османської імперії відійшло Поділля, а під владою Петра Дорошенка залишалась тільки Брацлавщина та Південна Київщина, що було порушенням українсько-турецької угоди 1668 р. і стало початком краху зовнішньої політики гетьмана Петра Дорошенка.
1677-1681 роки уряд Мехмеда IV, підтримуючи Юрія Хмельницького, вів спільно з українськими військами війну проти Московського царства за Лівобережну Україну (див. Чигиринські походи 1677 і 1678), яка завершилась укладанням Бахчисарайського мирного договору 1681 р.
З Мехмедом IV у вересні 1683 османська армія під час облоги Відня зазнала поразки від військ Речі Посполитої під командуванням Яна III Собеського, у складі польських військ були і українські козаки.
1687 р. Мехмеда IV усунули від влади яничари.